# Cuộc chiến hầu gái Akiba
Cuộc Chiến Hầu Gái Akiba (Akiba Maid War) là bộ anime truyền hình nguyên tác Nhật Bản do P.A.WORKS và Cygames thực hiện sản xuất, đã được phát sóng từ tháng 10 đến tháng 12, 2022 trên TOKYO MX và các đài khác tại Nhật Bản. Tại Việt Nam, phim được phát trên nền tảng Bilibili với cùng tựa đề trên từ 6 tháng 10 đến 22 tháng 12, 2022.

## Tổng quan
Việc sản xuất phim đã được thông báo vào 24 tháng 6, 2022.
Vào 18 tháng 9, 2022 buổi trò chuyện và chiếu trước hai tập đầu tiên đã được tổ chức ở Toho Cinemas Ueno gần Akihabara.
Thời gian vào năm 1999. Câu chuyện là những cố gắng phấn đấu, nỗ lực hết mình trong công việc, xoay quanh một cô gái đến Akihabara với ước mơ trở thành hầu gái. Tuy nhiên, đằng sau những dịch vụ giải trí vô cùng độc đáo, sự đẹp đẽ và sôi động của Akihabara, thì các Quán cà phê hầu gái của Thế giới này tương tự như các băng nhóm xã hội đen và tội phạm có tổ chức, mỗi quán đều xảy ra ẩu đả, xung đột (thậm chí là "thanh toán" lẫn nhau) và hậu quả là lần nào cũng có người phải chết (có trường hợp bị giết sau khi xuất hiện chỉ được vài phút, chẳng hạn như Chủ quán KonKon Cafe, đã bị bắn chết do cô ta cố tình biển thủ "bạn phong bì". Ngoài ra, trên Trang web chính thức của tác phẩm trong phần thông tin bổ sung đặc biệt, Diễn viên phụ trách Nhân vật chính đã khuất, có đăng những bình luận về cái chết, gồm bình luận viết tay và ký tên trên giấy màu). Văn bản khẩu hiệu trong những Hình ảnh quảng cáo đề cập tới "Moe và Bạo lực". Các đoạn phim mở đầu của từng tập đều xuất hiện trước bài hát chủ đề mở đầu (ngoại trừ các tập 7, tập 11). Phần tường thuật trong các tập 6, tập 7, tập 9 do Shinra Manzou thực hiện. Những phần giới thiệu tập phim tiếp theo dù đã bị cắt khỏi chương trình phát sóng, nhưng vẫn được phát hành tuần tự trong trang web chính thức hoặc trên YouTube.
Mặc dù, mốc thời gian được thiết lập trong tác phẩm này vào năm 1999 nhưng có thể thấy sự khác biệt với Akihabara ở hiện thực chẳng hạn như thực tế tại thời điểm đó không hề có quán cà phê hầu gái nào (Cure Maid Cafe được cho là quán cà phê hầu gái đầu tiên đã khai trương vào năm 2001, các quán lớn khác được khai trương bao gồm At-Home Cafe vào năm 2005, Maid Cafe MaiDreamin được khai trương năm 2008. Ngoài ra, trong tác phẩm này ngay ở tập đầu tiên Shiipon còn gọi Ranko là "Arafō (アラフォー, Gần 40 "á")" và từ này trở nên phổ biến vào năm 2008.).
Tại cuộc toạ đàm của các nhân viên chủ chốt, trong giai đoạn đầu mọi người nói rằng không muốn điện thoại di động được sử dụng và còn điện thoại thông minh thì lại trở nên quá thuận tiện (Mặc dù vào năm 1999 điện thoại di động (điện thoại phổ thông) và PHS (Hệ thống điện thoại cầm tay cá nhân) đã được sử dụng rộng rãi.). Đồng thời cũng tiết lộ rằng, do sự đẹp đẽ của cảnh quan thị trấn, những con phố cổ vào năm 1999, cảm giác tốt đẹp với cuối thể kỷ và những quá khứ cũ tinh tế phảng phất nên thời thời đại này đã được chọn để thiết lập làm bối cảnh của câu chuyện. Bối cảnh của bộ phim còn bao gồm cả các quán cà phê hầu gái thực sự đang hoạt động, trong đó có một cửa hàng mang hình mẫu Ninja Cafe (được đề cập trong phần sau, ghi nhận có ba cửa hàng đã hợp tác với buổi phỏng vấn. Cho thấy đội ngũ sản xuất phim luôn đặc biệt quan tâm đến thực tế.).

## Tóm tắt
Một câu chuyện đầy đủ nói về cuộc đấu tranh trong công việc của những hầu gái.
Năm 1999, một cô gái có khát khao trở thành hầu gái dễ thương đã chuyển đến Akiba và tới làm tại Cafe hầu gái TonTokoton hay còn gọi là Chuồng lợn. Trong một môi trường sôi động náo nhiệt cô bắt đầu nỗ lực làm việc để thực hiện ước mơ của mình.

## Nhân vật
Danh sách nhân vật này không đầy đủ.
Wahira Nagomi (和平なごみ)
Lồng tiếng bởi: Kondou Reina
Mannen Ranko (万年嵐子)
Lồng tiếng bởi: Satou Rina
Yumechi (ゆめち)
Lồng tiếng bởi: Tanaka Minami
Tên thật là Hiiragi Yume (柊結夢).
Shiipon (しぃぽん)
Lồng tiếng bởi: Kurosawa Tomoyo
Zoya (ゾーヤ)
Lồng tiếng bởi: Jenya
Chủ quán (店長)
Lồng tiếng bởi: Takagaki Ayahi
Okachimachi (御徒町)
Lồng tiếng bởi: Hirano Aya
Akai/Người đòi nợ (取り立て屋)
Lồng tiếng bởi: Uchiyama Kouki
Đại tướng (大将)
Lồng tiếng bởi: Koyama Tsuyoshi
Nerura (ねるら)
Lồng tiếng bởi: Iwami Manaka
Nagi (凪)
Lồng tiếng bởi: Minagawa Junko
Manami (愛美)
Lồng tiếng bởi: Yurin Chiaki
Suehiro (末広)
Lồng tiếng bởi: Suwabe Junichi
Michiyo (美千代)
Lồng tiếng bởi: Itou Miki

## Thuật ngữ
Hầu gái
Hầu gái ở tác phẩm này đề cập đến những cô gái trẻ bồi bàn tại các quán cà phê hầu gái tại Akihabara, họ hay đi gây xung đột dữ dội với những cửa hàng khác và đôi khi gây ra xung đột liên quan tới súng đạn, chất nổ. Hầu gái được coi là công cụ để kiếm tiền và chiến đấu, họ sẽ được đánh giá cao nếu có sức mạnh thể chất và lòng can đảm không ngại xung đột. Có một phong tục giữa các hầu gái là trở thành Chị em kết nghĩa bằng cách trao đổi thẻ với những hầu gái khác và những hầu gái trở thành chị em sẽ bị ràng buộc bởi mối quan hệ bền chặt. Tình yêu bị cấm, đặc biệt là chuyện tình cảm với khách hàng được coi là điều cấm kỵ. Ngoài ra, việc cắt tóc của chính mình khi xin lỗi vì một sai lầm có thể được so sánh với hành động cắt ngón tay của yakuza.
Cafe hầu gái Ton Tokoton
Một quán cà phê hầu gái ở Akihabara thuộc KedamonoLand Group. Thường được gọi là Chuồng heo. Những người hầu gái của quán đeo một chiếc nơ cà vạt hình mũi lợn, băng đô cài tóc hình tai lợn và đeo một thẻ tên ở eo bên trái. Trong Hệ sinh thái của Group và "bảng vàng moe moe", quán này nằm ở vị trí dưới cùng. Câu cửa miệng của họ là "Anata to Ran De Bū". Một trong các nhân viên của quán là Nagomi khi đi phát tờ rơi và cố gắng đi xung quanh để bán hàng thường xuyên bị đe doạ bởi các hầu gái tại những quán cùng chuỗi.
Quán cà phê hầu gái này nằm tại tầng 2 của một tòa nhà có nhiều người thuê, các thành viên của quán đều sống tại nơi đây, có cảnh năm người đang ăn sáng và mọi người cùng tìm kiếm Shiipon, người định trốn thoát vào lúc nửa đêm. Dường như do khả năng quản lý yếu kếm, chậm giao nộp tiền cho công ty mẹ KedamonoLand nên Chủ quán bị Người đòi nợ đe dọa liên tục, thậm chí có lúc trong giờ làm việc mọi người còn đi làm thêm mà lơ là việc phục vụ khách. Ngay cả những tờ rơi mời dự sinh nhật Ranko cũng chỉ có màu đen trắng đơn điệu và đôi khi chữ in còn bị mờ.
Ranko sau khi gia nhập đã đi đập phá nhiều nơi vì lý do bất khả kháng nên cô được quản lý của những quán khác gọi là ngôi sao mới. Mặc dù có vài điều bí ẩn đằng sau khả năng chiến đấu phi thường của Ranko nhưng khả năng chiến đấu của những nhân viên khác cũng rất khá, ngoại trừ Nagomi, họ đã đập banh Hầu gái cừu có số lượng nhân viên áp đảo mà không hề có Ranko. Sau đó, Wahira Nagomi đã học được kỹ năng của nhẫn giả tại Ninja Cafe.
Trong Cuộc đua Omoe-sama, Nagomi dành được chiến thắng và trở thành Omoe-sama của năm, nhờ hiệu ứng của Omoe-sama mà quán cũng đông khách hơn trước. Nagi, đại diện của KedamonoLand rất tức giận vì việc này nên đã ra lệnh nghiền nát Ton Tokoton theo ý muốn của Group.
Vào năm 2018, sau cái chết của Nagi, quán được đổi tên thành New Ton Tokoton và tòa nhà đã được cải tạo với ngoại thất được lát gạch và nội thất được đổi mới. Người ta vẫn đang thấy một Wahira Nagomi tiếp tục thực hiện công việc hầu gái của mình trên chiếc xe lăn xoay tròn ở tuổi 36.
KedamonoLand Group
Một trong hai tổ chức hầu gái lớn hoạt động tại Akihabara, được điều hành bởi Nagi. Tên viết bằng chữ hán là Thú Loạn Thổ (獣乱土). Biểu tượng của Group là con sư tử. Câu trả lời đặc trưng của các nhân viên cấp dưới là "Ok Damono!". Những cửa hàng trực thuộc Group được đánh giá nghiêm ngặt và phân loại trong "Hệ sinh thái". Các nhân viên mặc trang phục hầu gái và đeo tai thú. Mỗi quán cà phê hầu gái được lấy hình mẫu của một loài động vật, chẳng hạn như Hào quang sư tử (sư tử), Ton Tokoton (lợn), Hầu cẩu trung thành (chó), Konkon cafe (cáo), Hầu gái cừu (cừu). Ngoài ra, còn có những cửa hàng lấy hình mẫu từ những loài động vật sau nhưng không được nhắc tên như bò, hươu cao cổ, mèo, gấu, chuột túi, thỏ (cửa hàng khác với "Cung trăng tình yêu"). Trong đó, Hào quang sư tử là quán do Nagi trực tiếp quản lý.
Sau khi nuốt chửng Maidrian Group và biến nó trở thành một trong những chi nhánh của mình, KedamonoLand Group đã trở thành tổ chức hầu gái lớn nhất tại Akihabara. Sau cái chết của Nagi, tổ chức dường như đã tan rã. Trong năm 2018, không còn mâu thuẫn hay hành vi bạo lực của những hầu gái.
Maidrian Group
Một trong hai tổ chức hầu gái lớn hoạt động ở Akihabara, cạnh tranh với KedamonoLand Group và tự xưng là sự sống ngoài Akiba, là kẻ xâm lược. Biểu tượng của Group là người ngoài hành tinh trên UFO. Hình mẫu của các cửa hàng là vũ trụ. Trong phim, chỉ có 2 cửa hàng là "Cung Trăng Tình Yêu" và "Cafe Xâm Lược Desutoron" xuất hiện. Trong một cảnh tại trụ sở chính, có 5 người quản lí cửa hàng đã xuất hiện, ngoại trừ quản lí của cửa hàng Desutoron. Maidrian luôn ở thế đối địch với Kedamono và các cửa hàng của hai bên vẫn thường hay xảy ra xung đột. Do tư tưởng và chủ trương dần được thay đổi theo thời đại, Maidrian quan trọng tiền bạc hơn sức mạnh và việc giữ khoảng cách với KedamonoLand được đặt lên trên bạo lực. Sau khi Manami, "Siêu tân tinh đỏ" trở lại Akiba, cô muốn báo thù cho Cung Trăng Tình Yêu và thiết lập lại "Akiba Big Bang" nhưng đã bị người đại diện hiện tại và những quản lí cửa hàng phản đối gay gắt, mặc dù số nhân viên, tài sản và cửa hàng cũng tiệm cận với Kedamono.
Sau cuộc tấn công thất bại vào Chuồng heo, Manami và nhiều thành viên theo phe phản đối hợp nhất đã bị tiêu diệt, số còn lại thì đã rời đi do đại diện đời thứ hai là Ugaki đã lấy lại quyền lực và chuẩn bị tiến hành kế hoạch hợp nhất với lũ thú. Tuy nhiên, kế hoạch hợp nhất ngang bằng của Ugaki đã phá sản. Do mất đi chiến thần của mình, Maidrian buộc phải chấp nhận mọi điều khoản đơn phương của KedamonoLand. Maidrian bị xoá tên và trở thành chi nhánh của Kedamono, lấy hình mẫu của con kỳ giông, họ đã tái sinh thành quán "cafe tưởng nhớ - Whopper". Sau cùng, Maidrian đã bị KedamonoLand nuốt chửng và sự tồn tại của Maidrian Group cũng gần như biến mất.
Cafe hầu gái Thị Nữ Trà Quán
Một quán cà phê hầu gái đã từng hoạt động tại chính địa điểm hiện tại của Ton Tokoton. Quán cà phê hầu gái này được cho là đã mở  cửa vào năm 1980. Biểu tượng thương hiệu là một tách cà phê bốc khói có hình trái tim. Người quản lý là cô Michiyo. Ranko và Nagi (lúc đó dưới tên Uzuko) từng làm hầu gái tại đây. Nội thất được mô phỏng theo quán cà phê truyền thống của Anh, đồng phục mang phong cách hầu gái thời Victorian.
Chủ trương của chủ quán Michiyo là chuyên tâm phòng vệ và Ranko tuân theo nó, nhưng Nagi đã phản đối chính sách đó. Sau đó, cô Michiyo đã chết ở trong một vụ nổ súng vào năm 1985, Ranko cũng bị bắt bỏ tù khi đi trả thù và quán buộc phải đóng cửa.
Ninja Cafe
Một quán cà phê lấy chủ đề ninja (kunoichi), không thuộc KedamonoLand hay Maidrian Group. Nội thất cửa hàng mang đậm phong cách Nhật Bản và đồng phục của nhân viên là trang phục ninja. Nagomi từng làm việc ở đây một thời gian. Trong năm 2018, có cảnh một nhân viên của cửa hàng này đứng phát tờ rơi, có vẻ như cửa hàng vẫn đang tiếp tục hoạt động.
Cửa hàng Ninja Cafe trong phim tất nhiên là hư cấu. Mặc dù không được biết đến nhiều nhưng có một số cửa hàng Ninja Cafe thực sự đang hoạt động ở vùng Kanto và Kansai. Để lấy ý tưởng cho bối cảnh phim, một cuộc phỏng vấn đã được thực hiện, với đối tượng là các nhân viên làm việc ở quán Ninja Cafe Sinobazu, đó là một cửa hàng thực sự đang hoạt động tại   Akihabara. Ngoài ra, trong chương trình "Đặc biệt ngay trước khi tập 10 được lên sóng. Cuộc chiến hầu gái thực sự! Không khoan nhượng!" cũng có sự góp mặt của hai hầu gái từ Ninja Cafe Sinobazu.
Lễ hội hầu gái Akiba
Một sự kiện hầu gái được tổ chức mỗi năm một lần tại Akihabara. Vào ban ngày sẽ diễn ra các hoạt động tham quan, mua bán của chủ nhân và hầu gái tại các quầy hàng. Vào buổi tối sẽ diễn ra sự kiện chính, một lễ hội gọi là "Cuộc đua Omoe-sama", đó là một lễ hội chiến đấu nơi các hầu gái đặt cược hết uy tín của mình để cạnh tranh vị trí dẫn đầu. Đến cuối lễ hội cuộc đua sẽ diễn ra, các hầu gái sẽ chiến đấu và đẩy ngã nhau để leo lên Omoe-sama khổng lồ, để chiến thắng cuộc đua hầu gái phải cắm biểu tượng của quán mình lên đầu Omoe-sama khổng lồ. Hầu gái thắng cuộc sẽ trở thành Omoe-sama trong 1 năm, ngay cả Group cũng phải nể vài phần và quán cũng trở nên nổi tiếng. Lễ hội hầu gái Akiba năm nay có số lượng khách tham gia là đông nhất từ trước đến nay.
Lễ hội hầu gái Akiba năm nay là lần đầu tiên ở trong lịch sử được điều hành bởi duy nhất KedamonoLand Group. Ngoài ra, tại Group có một cái gọi là "Bảng vàng moe moe", các quán dám để tay nhúng chàm vì bên trên và đóng góp nhiều "Bạn phong bì", hoặc là có quan hệ chị em với các hầu gái bên trên thì ở trên, còn quán không có gì hết thì ở dưới. Những hầu gái có đóng góp cho Group sẽ nhận được sự giàu có, danh tiếng và quyền lực, trong khi những hầu gái không thể đóng góp sẽ bị đẩy xuống đáy làm gương. Trong lễ hội lần này, thứ tự khởi đầu của cuộc đua Omoe-sama là thứ hạng doanh số của từng quầy hàng, năm ngoái người chiến thắng đã rõ ràng trước cả khi bắt đầu. Đặc biệt, cuộc đua Omoe-sama lần này, thứ hạng đã được dàn xếp kỹ lưỡng, đảm bảo cho "Hào quang sư tử" cửa hàng do cô Nagi quản lý sẽ chiến thắng tuyệt đối. Vì thế mà "KedamonoLand - Sách hướng dẫn hệ sinh thái" năm nay được phổ biến đến các hầu gái để họ theo đó mà đóng góp cho Group và khẳng định hệ sinh thái tuyệt đối của thú tại Akiba.
Lễ hội hầu gái Akiba năm nay là lần đầu tiên Nagomi tham gia. Trong lễ hội lần này quán Cafe hầu gái Ton Tokoton chỉ được cho bán móng giò, còn năm ngoái là heo sữa nhiều màu. Ngoài ra, quán còn bị phân biệt đối xử ngày càng nặng, chẳng hạn như quầy hàng của quán không có ở trên bản đồ nên khách chẳng biết mà đến, quầy hàng của quán còn thường bị khách nhầm với nhà vệ sinh có ký hiệu trên bản đồ do hai chỗ ở gần nhau. Vì là quán hầu gái ở dưới đáy, thường chỉ có lễ hội mới gặp hầu gái của mấy quán liên kết, mà năm nào họ cũng nghe mấy lời chửi rủa. Do chủ quán không đọc kỹ và làm mất sách hướng dẫn, nên những nhân viên không biết được nội dung của sách và vi phạm nghiêm trọng hướng dẫn. Trong cuộc đua họ đã thể hiện ý chí, quyết tâm chiến thắng của mình khiến mọi người phải ngỡ ngàng. Sau cùng, Nagomi đã trở thành Omoe-sama của năm và họ đã phá hỏng hệ sinh thái của thú.

## Nhân viên
- Nguyên tác - Phòng quản trị chiến lược Kedamono Land[10]
- Đạo diễn - Masui Souichi[10]
- Biên kịch series - Hiki Yoshihiro[10]
- Thiết kế nhân vật, tổng đạo diễn hoạt họa - Nii Manabu[10]
- Đạo diễn nghệ thuật - Honda Kohei[10]
- Thiết lập nghệ thuật - Iraha Risa[10]
- Thiết kế màu sắc - Nakano Naomi[10]
- Thiết lập đạo cụ - Irie Kenji, Nabeta Kayoko[10]
- Đạo diễn hình ảnh - Ishiguro Rumi[10]
- Đạo diễn 3D - Ogawa Kouhei[10]
- Hiệu ứng đặc biệt - Murakami Masahiro[10]
- Biên tập - Takahashi Ayumu[10]
- Âm nhạc - Ike Yoshihiro[10]
- Sản xuất âm nhạc - Cygames[10]
- Đạo diễn âm thanh - Iida Satoki[10]
- Hiệu ứng âm thanh - Nakano Katsuhiro[10]
- Sản xuất âm thanh - dugout[10]
- Hãng phim - P.A.WORKS[10]
- Ban sản xuất Cuộc Chiến Hầu Gái Akiba[10]

## Âm nhạc

### Bài hát chủ đề
「メイド大回転」
Chủ đề mở đầu "Maid Daikaiten (メイド大回転)" trình bày bởi Toàn thể nhân viên của TonTokoton. Lời bởi SHIBU, Phòng quản trị chiến lược Kedamono Land. Nhạc và biên soạn nhạc bởi SHIBU.
「冥途の子守唄」
Chủ đề kết thúc "Meido no Komoriuta (冥途の子守唄)" trình bày bởi Mannen Ranko (CV: Satou Rika). Lời, nhạc và biên soạn nhạc bởi Isozaki Takeshi.
Trong tập 6, lời bài hát thứ 2 đã được phát.
Trong tập cuối cùng, phiên bản trình bày bởi Wahira Nagomi (CV: Kondō Reina) đã được phát.
「一生女の子宣言☆」(Phiên bản trình bày bởi Mannen Ranko)
Chủ đề kết thúc tập 5 là "Isshou Onna no Ko Sengen (一生女の子宣言☆)" được trình bày bởi Mannen Ranko (CV: Satou Rika). Lời bởi nobara kaede. Nhạc và biên soạn nhạc bởi Kawasaki Tomoya.

### Nhạc phim
「純情メイドぶっころ主KISS」
Nhạc phim "Junjou Maid Bukkoro-shu Kiss (純情メイドぶっころ主KISS)" trình bày bởi Hiiragi Yume (CV: Tanaka Minami). Lời bởi nobara kaede. Nhạc và biên soạn nhạc bởi Katou Yuusuke.
「ゆえに背脂は輝く」
Nhạc phim tập 8 tiêu đề "Yueni Seabura wa Kagayaku (ゆえに背脂は輝く)" trình bày bởi team Tontokoton. Lời bởi Furuya Shin. Nhạc và biên soạn nhạc bởi Yamashita Yosuke.
「一生女の子宣言☆」(Phiên bản trình bày bởi Wahira Nagomi)
Nhạc phim "Isshou Onna no Ko Sengen (一生女の子宣言☆)" được trình bày bởi Wahira Nagomi (CV: Kondou Reina). Lời bởi nobara kaede, Kawasaki Tomoya. Nhạc, biên soạn nhạc bởi Kawasaki Tomoya.

## Danh sách các tập
| #                                       | Tựa đề                                                                                                   | Đạo diễn                                                                | Phân cảnh                       | Ngày phát sóng đầu |
| --------------------------------------- | --- | ----------------------------------------------------------------------- | ------------------------------- | ------------------ |
| 1                                       | Ụt ịt! Từ hôm nay, Akiba có thêm một hầu gái mới! (ブヒれ！今日からアキバの新人メイド！)                 | Ohta Tomoaki                                                            | Masui Souichi                   | 7 tháng 10, 2022   |
| 2                                       | Tay cờ bạc Moe Kyun Yumechi! (賭博萌キュン録 ゆめち)                                                     | Sasaki Noriyoshi                                                        | Masui Souichi                   | 14 tháng 10        |
| 3                                       | Vị khách đến từ Siberia! Lời cảm ơn từ trên võ đài! (メイドの拳、膵臓の価値は)                           | Noshitani Mitsutaka                                                     | Hashimoto Masakazu              | 21 tháng 10        |
| 4                                       | Kết quả thực tế! Người luyện heo đây, ụt! (実録！豚の調教師だブー!!)                                     | Ichimura Tetsuo                                                         | Masui Souichi                   | 28 tháng 10        |
| 5                                       | Chìm trong bể máu! Tiệc sinh nhật tuổi 36! (赤に沈む！三十六歳生誕祭！)                                  | Ohta Tomoaki                                                            | Heo Jong                        | 4 tháng 11         |
| 6                                       | Máu chảy vào chén kết nghĩa chị em - Tội ác của Siêu tân tinh đỏ (姉妹盃に注ぐ血 赤バットの凶行)         | Murayama Kiyoshi                                                        | Heo Jong                        | 11 tháng 11        |
| 7                                       | Kemono chiến sử! Trận huyết chiến chống sự sống ngoài trái đất tại Akiba! (獣抗争史！秋葉外生命体血戦!!) | Sasaki Tatsuya                                                          | Sasaki Noriyoshi, Masui Souichi | 18 tháng 11        |
| 8                                       | Máu tươi nhuộm đỏ bóng trắng \| Vinh quang thuộc về em (鮮血に染まる白球 栄光は君に輝キュン♡)            | Sasaki Noriyoshi                                                        | Sakata Junichi                  | 25 tháng 11        |
| 9                                       | Cuồng khúc hệ sinh thái Akiba! Cuộc đua Omoe của hầu gái! (秋葉生態系狂騒曲！メイドの萌え登り!!)         | Uchibori Masato                                                         | Heo Jong                        | 2 tháng 12         |
| 10                                      | Tự sát tại Akiba - Cơn mưa nước mắt làm ướt khu phố điện tử (メイド心中 電気街を濡らす涙雨)              | Ichimura Tetsuo                                                         | Ichimura Tetsuo                 | 9 tháng 12         |
| 11                                      | Cuộc chiến không moe (萌えなき戦い)                                                                      | Nakagawa Atsushi                                                        | Heo Jong                        | 16 tháng 12        |
| 12                                      | Cái kết của Moe (萌えの果て)                                                                             | Ohta Tomoaki, Sasaki Noriyoshi, Noshitani Mitsutaka, Hashimoto Masakazu | Masui Souichi                   | 23 tháng 12        |
| Tựa đề tiếng Việt được lấy từ Bilibili. | |                                                                         |                                 |                    |

## Blu-ray
| # | Ngày phát hành tiếng Nhật | Bao gồm    | Mã tiếng Nhật |
| - | ------------------------- | ---------- | ------------- |
| 1 | 11 tháng 1, 2023          | Tập 1 - 4  | BIXA-1371     |
| 2 | 03 tháng 2, 2023          | Tập 5 - 8  | BIXA-1372     |
| 3 | 03 tháng 3, 2023          | Tập 9 - 12 | BIXA-1373     |

## Vở kịch sân khấu
Vở kịch sân khấu Akiba Meido Sensou, chuyển thể từ nguyên tác cùng tên, sẽ được dàn dựng và biểu diễn tại Nhà hát Hakuhinkan từ ngày 6 đến ngày 10 tháng 9 năm 2023.
Nhân viên (kịch sân khấu)
| Nguyên tác | Phòng quản trị chiến lược KedamonoLand                             |
| Giám sát   | Phòng quản trị chiến lược KedamonoLand                             |
| Đạo diễn   | Kawajiri Keita (SUGARBOY)                                          |
| Kịch bản   | Kawajiri Keita (SUGARBOY)                                          |
| Kế hoạch   | Công ty cổ phần media marketing Happinet                           |
| Tài trợ    | Công ty cổ phần media marketing Happinet                           |
| Đội ngũ    | © Ủy ban sản xuất Akiba Meido Sensou © Sân khấu Akiba Meido Sensou |